# Алуштинская детская музыкальная школа
Алуштинская детская музыкальная школа (АДМШ) — муниципальное учреждение дополнительного образования для детей в г. Алушта.

## Общие сведения

### Адрес
298500, Республика Крым, г. Алушта, улица Владимира Хромых, дом 8

### Отделы
- Вокально-хоровой
- Струнно-смычковых инструментов
- Духовых и ударных инструментов
- Народных инструментов
- Фортепианный
- Теоретический

### Помещения
- 30 учебных классов
- Концертный зал на 30 мест
- Музыкальная библиотека

### Преподавательский состав
Вокально-хоровой отдел: Семейко В. А., Поляков В. В., Булатова В. И., Кваст К. В. 

Отдел струнно-смычковых инструментов: Рогожникова С. В., Шиян И. В., Гафарова Н. У., 

Отдел духовых и ударных инструментов: Свириденко В. В., Евдокимов Е. Г., Филиппов В. С., Щербинин А. К., Гарбар Д. Д., Паламаренко С. И. 

Отдел народных инструментов: Костенко Е. П., Костенко Н. Я., Бавыка О. В., Бажина И. Г., Цаголов В. А., Туманов С. В., Савоста В. Н., Филатов А. С., Чуйко А. С.

Фортепианный отдел: Лисевская Л. Е, Борисова Г. Ю., Стеблина Т. В., Маркова А. Б., Панфиленко Н. М., Касьянова Л. Г., Киш Т. Г., Тишина Т. Н., Нагорная А. И., Медведчук М. В., Стеганцова О. И., Дуда Ж. Г., Дьячкова И. В., Воробъёва А. С., Зубкова О. Г. 

Теоретический отдел: Евдокимова Е. В., Михайлова Т. М., Петрушевская И. В., Кваст К. В., Деменова Е. А., Полякова Т. В.

### Учащиеся
В настоящее время контингент школы составляет 380 учащихся. За период школы окончили 1324 выпускника, из них поступили в специальные учебные заведения 222 учащихся, что составляет более 18 %.

### Творчество
Ежегодно учащиеся школы становятся лауреатами различных международных и республиканских конкурсов. За годы существования школы звание лауреата завоевали 304 учащихся.
Такие коллективы как духовой оркестр, оркестр народных инструментов, ансамбль народных инструментов «Крымский сувенир», из года в год занимают только первые места и Гран-При в конкурсах разного уровня.
Школа ведёт большую музыкально-воспитательную и концертную работу. Коллективы и солисты выступают на разных концертных площадках нашего города, Крыма , Украины, странах ближнего и дальнего зарубежья.
За годы существования школы дано более 5000 концертов. С большим успехом проходят концерты духового оркестра «Алушта», ансамбля народных инструментов «Крымский сувенир», скрипичного трио «Консонанс», дуэта «Каприс», хоровых коллективов в разных городах США, Франции, Германии, Италии, Турции, Венгрии, Чехии, Финляндии, Польши, России и Украины.

## История
Вечерняя музыкальная школа города Алушты была открыта 2 октября 1962 года. Обучение начали 83 ученика по классу фортепиано, скрипки, баяна и аккордеона.
Изначально в школе работало всего 5 преподавателей, и первым директором был назначен Тишин Николай Иванович.
1 сентября 1965 года в этом же здании была открыта детская музыкальная школа и две школы объединены в одну — детскую музыкальную школу. Директором школы стал Михайлов Валерий Дмитриевич. С 1981 года школу возглавляет заслуженный работник культуры Украины Свириденко Владимир Васильевич.
В период с 1966 по 1981 годы было открыто два филиала — в посёлке городского типа Партенит и в селе Малореченское, которые переросли в самостоятельные детские музыкальные школы и успешно продолжают традиции базовой школы.

## Музыкальные коллективы на базе школы
- Духовой оркестр «Алушта»

Создан в 1971 г. Является многократным победителем различных международных конкурсов и фестивалей. Ведет большую концертную деятельность.
Широко известен как на Украине, так и в странах ближнего и дальнего зарубежья.
- Ансамбль «Крымский сувенир»

Является лауреатом всевозможных конкурсов. Регулярные концерты по Украине и за её пределами: США, Франции, Германии, Италии, Турции, Венгрии, Чехии, Финляндии, Польши, России.
- Оркестр народных инструментов
- Вокальный ансамбль «Юнга» и хор младших классов.
- Трио «Консонанс»

Коллектив создан в 2009 г. в составе из преподавателей ДМШ.
- Ансамбли скрипачей младших и старших классов
- Концертный хор «Гармония»

## Известные ученики
- Джамала — украинская оперная и джазовая певица, лауреат конкурса молодых исполнителей «Новая волна 2009» в Юрмале[2].Победитель Евровидения!!!Сразу после анэксии Крыма РФ.
- Герасимов Александр Петрович — начальник Московского военно-музыкального училища. Заслуженный артист Российской Федерации, признанный музыкант, дирижёр, организатор.
- Крылов Алексей Дмитриевич[3] — режиссёр, играет в Украинском Малом Драматическом Театре[4]. Победитель фестиваля молодёжного кино «10 Муза»[5].
- Юлия Малярова — 2009 г. победитель первого республиканского фестиваля популярной песни «Русский шансон» в Крыму. Лауреат II степени II Международного фестиваля-конкурса русской песни и танца «Джанкой-2010». г. Джанкой[6] . Лауреат I степени XV Международного вокального фестиваля «Степной ветер». пгт. Красногвардейское. Лауреат I степени Международного фестиваля искусств «Осенние звёзды». г. Ялта. Лауреат I степени Всеукраинского фестиваля современного искусства «Золотой колос». г. Алушта. Лауреат Гран-При Международного фестиваля-конкурса хорового и вокального искусства им. Ф. И. Шаляпина. г. Ялта. Лауреат Гран-При второго Всеукраинского фестиваля «Поющее Лукоморье» г. Севастополь.
- Александр Киреев — финалист Фабрики звезд 3. Завоевал зрительскую любовь, заняв второе место!